# Pseudotypotherium
Pseudotypotherium  — вимерлий рід Notoungulates, що належить до підряду Typotheria. Він жив від пізнього міоцену до пізнього пліоцену, а його скам'янілі останки були виявлені в Південній Америці.

## Опис
Ця тварина, як і всі типотери, зовні була схожа на гризуна. Він був близький до розміру вівці, і Pseudotypotherium вважається одним із найбільших відомих Typotheres. Він відомий за кількома скелетами та черепами, тому його зовнішній вигляд можна точно реконструювати.

## Класифікація
Рід Pseudotypotherium вперше був описаний у 1904 році Флорентіно Амегіно на основі викопних останків, знайдених в Аргентині на теренах пізнього пліоцену. Серед найвідоміших видів — типовий вид P. pulchrum з пізнього пліоцену та старші види P. subinsigne і P. carhuense з пізнього міоцену. Скам'янілості, віднесені до роду, також були знайдені в Болівії.
Pseudotypotherium був типовим представником Typotheria, клади нотоунгулятів, які під час своєї еволюції незалежно розвинули кілька анатомічних характеристик, подібних до характеристик гризунів, ймовірно, займаючи численні екологічні ніші, зайняті лише гризунами на інших континентах. Pseudotypotherium був членом родини Mesotheriidae, до якого входили деякі з найбільш спеціалізованих типотериїв.